# Kyrkligt ämbete
Ämbete inom kyrkan särskilda tjänster i kristna samfund till vilken personen vigs eller avskiljs med bön och handpåläggning. Antalet vigningstjänster kan variera i olika samfund men prästen hör dit, liksom diakonen och biskopen. En del samfund kan hålla sig med predikanter utan att dessa är vigda, och dess pastorer kan vara vigningstjänster eller ej. 

## Historia
Begreppet ämbete eller särskild tjänst går tillbaka på tre fornkyrkliga begrepp som betecknar olika uppgifter i den tidiga kristna kyrkan:
- församlingsledare (epískopos)
- äldste (presbyteros)
- församlingstjänare (diákonos)

Församlingsledare och äldste var från början troligen två ord för samma uppgift, men efter hand blev epískopos ledare för en större grupp församlingar medan presbyteros var ledare i en lokal församling. Bägge dessa avskildes med handpåläggning och bön. Om diákonos var en särskild uppgift från början är omdiskuterat, men de fungerade i så fall som de andra ledarnas medhjälpare, med särskilt ansvar för att ta hand om de fattiga och nödlidande, för att församlingsledarna och de äldste skulle få mer tid för att be och predika.

## Ämbetssyn
De olika kristna kyrkorna har olika ämbetssyn. Vissa betonar ämbetsbärarens särställning gentemot de vanliga kristna, andra betonar det allmänna prästadömet, principen att det inte behövs några mellanhänder mellan Gud och människor, utan att alla kristna i princip kan fungera som präster. Vissa använder termen ämbete, andra talar om särskilda tjänster och åter andra har ingen särskild term alls.

### Katolska kyrkan
Romersk-katolska kyrkan har en hög ämbetssyn och räknar prästvigning och diakonat som sakrament.

### Svenska kyrkan
Svenska kyrkan skiljer mellan det allmänna uppdraget att föra ut evangelium i världen som riktar sig till alla döpta, och kyrkans särskilda uppdrag som avser särskilt utsedda ämbetsbärare. Ämbetet kallas för vigningstjänst. Enligt kyrkoordningen är vigningstjänsten en enda, men den delas in i olika uppdrag: biskop, präst och diakon. Uppdragen är likvärdiga uttryck för tron och utövandet av ämbetet. Vigningstjänsten är livslång, den ska utövas i församlingen men är inte kopplad till ett visst anställningsförhållanden. För att vigas till biskop måste kandidaten först vara prästvigd.
Vigningen är en bekräftelse av Guds och kyrkans kallelse av en viss person till ämbetet. Det uttrycks genom att vigningskandidaten avger löften och en biskop ber vigningsbönen och lägger sina händer på kandidaten. Vigningen leds alltid av en biskop; vid biskopsvigning leds vigningen normalt av ärkebiskopen.
Till vigningstjänstens uppdrag för präster hör att leda den allmänna gudstjänsten och nattvardsfirandet. Kyrkoherden och biskopen får besluta att andra personer ska leda gudstjänsten och predika, men aldrig att förvalta sakramenten (dopet och nattvarden) eller de kyrkliga handlingarna. Däremot får alla kyrkotillhöriga som är döpta biträda prästen vid utdelandet av nattvarden och alla som är döpta oavsett kyrkotillhörighet kan förrätta dop i krissituation.
Det är bara den som är prästvigd som får utföra de kyrkliga handlingarna, såsom att ta emot bikt samt leda konfirmationsgudstjänst och begravningsgudstjänst. Även vigselgudstjänster måste ledas av präst, men där krävs utöver vigningen även förordnande som vigselförrättare.

### Metodistkyrkan
Metodistkyrkan hade en komplex ämbetssyn, där de skiljde på 'vigda' och 'ordinerade' präster. Den ursprungliga engelska Metodistkyrkan viger inte biskopar, men det gör den amerikanska grenen, dit Metodistkyrkan i Sverige hörde. Metodistkyrkan hade ett avtal om kyrkogemenskap med Svenska kyrkan, vilket innebar att man godtog varandras ämbeten. Den som var präst i Metodistkyrkan räknades alltså som präst även i Svenska kyrkan.

### Missionskyrkan
Svenska Missionskyrkan föredrog termen särskild tjänst och talade om två sådana: pastor och diakon. Även om det vanligtvis är pastorer (eller diakoner) som leder nattvarden och utför dop, är det i princip fritt för församlingen att utse vem som helst till att göra det. Vigselrätt och absolut tystnadsplikt är bara tillgängliga för pastorer. Ett avtal om kyrkogemenskap med Svenska kyrkan antogs under 2006 i båda samfunden. Det förutsatte lokala överenskommelser. En missionspastor hade alltså inte automatisk behörighet som präst i Svenska kyrkan eller vice versa.

### Baptistsamfundet
Svenska Baptistsamfundet ordinerade pastorer och avskiljde diakoner. De hade en likartad ämbetssyn som Missionskyrkan.

### Pingströrelsen
Pingströrelsen i Sverige talar inte om ämbete eller särskild tjänst. Deras pastorer är avskilda enbart för tjänst i den församling där de är anställda. Slutar de upphör de att vara pastorer, och om de tar ett nytt pastorsjobb i en annan församling blir de avskilda för den nya tjänsten. De flesta pingstförsamlingar har också en grupp äldste som inte är anställda, utan ideella församlingsledare.